# تشارلي فيرن
تشارلي فيرن (بالإنجليزية: Charlie Fern)‏ هي صحفية ورائدة أعمال أمريكية، ولدت في 1968 في نيوبورت في الولايات المتحدة.

## وصلات خارجية
- الموقع الرسمي